# Thomas Raab (Rechtswissenschaftler)
Thomas Raab (* 1961 in Bad Kreuznach) ist ein deutscher Rechtswissenschaftler.

## Leben
Raab studierte in Mainz, wo er auch 1992 mit einer Arbeit zum Thema Negatorischer Rechtsschutz des Betriebsrats gegen mitbestimmungswidrige Maßnahmen des Arbeitgebers promoviert wurde. Die Dissertation wurde mit dem Preis der Johannes-Gutenberg-Universität für die beste juristische Dissertation des Jahres ausgezeichnet. 1998 habilitierte er sich mit einer Arbeit zum Thema Austauschverträge mit Drittbeteiligung. 
Nach seiner Habilitation vertrat Raab Lehrstühle in Köln, Tübingen und Augsburg, bevor er einen Ruf auf eine C3-Professur an der Universität Augsburg erhielt, den Raab zum Wintersemester 2001/2002 annahm. Zum Sommersemester 2003 wechselte Raab auf eine C4-Professur an der Universität Trier. Dort ist Raab Inhaber des Lehrstuhls für Bürgerliches Recht und Arbeitsrecht. 
Im Juni 2006 lehnte Raab einen Ruf an die Universität Jena ab. Von Oktober 2006 bis September 2007 war Raab Dekan des Fachbereichs Rechtswissenschaft. Von Januar 2011 bis Januar 2015 amtierte Raab für vier Jahre als Vizepräsident der Universität Trier. Seit Januar 2013 ist er Direktor des Instituts für Rechtspolitik an der Universität Trier.